# 프로젝트 641형 잠수함
프로젝트 641형 잠수함(Подводные лодки проекта 641)은 나토에 폭스트로트급 잠수함으로 알려진 소련의 디젤 추진 공격 잠수함이다. 프로젝트 641은 구조 강도가 약하고 동화 진동 문제로 잠항 심도와 잠항 속도가 제한된 프로젝트 611형 잠수함(나토 분류명 줄루급 잠수함)을 대체하기 위해 개발되었다. 초도함은 1957년 진수되었고 1958년에 취역하였다. 마지막 함은 1983년에 완성되었다. 소련 해군용으로만 총 60 척이 만들어졌다. 설계는 루빈 중앙해양공학 설계국에서 건조는 레닌그라드 외곽에 있는 수도메흐에서 맡았다.
프로젝트 641의 성능과 무장은 가장 현대적인 잠수함들과 비교될만 하지만 3개의 스크류로 인해 서방제 잠수함보다 더 시끄러우며, 수중 성능이 뛰어난 누적형 선체를 도입하지도 않았다. 러시아 해군에선 1995년과 2000년 사이에 모두 퇴역시켰으나 다른 국가에선 계속해서 운영중이다.

## 설계
프로젝트 641은 프로젝트 611과 마찬가지로 장거리 작전, 기뢰 부설, 조사, 대잠전 수행을 목적으로 설계되었다.

## 구조
프로젝트 641은 방수격벽에 의해 7개 구획으로 나뉜다.
- 1 구획 — 선수 어뢰구획
- 2 구획 — 주거 구획 - 갑판 아래 축전지
- 3 구획 — 지휘 · 통제 구획
- 4 구획 — 주거 및 취사 구획 - 갑판 아래 축전지
- 5 구획 — 기관실
- 6 구획 — 전기모터
- 7 구획 — 선미 어뢰구획

## 운용국
대부분은 소련 해군에서 운용되었다. 인도 해군(8 척, 1967년에서 1974년 사이), 리비아 해군 (6 척, 1978년에서 1980년 사이), 쿠바 해군 (3 척, 1978년에서 1983년 사이)을 위해 건조되기도 하였다. 소련 해군에서 운용되던 프로젝트 641 중 일부는 폴란드 해군, 북한 해군 그리고 우크라이나 해군에 인도 되었다.
- 소련 해군 (승계 국가로 넘어감)
- 러시아 해군 (구소련 해군)
- 인도 해군 4 척(2척은 퇴역하였고 그 중 한 척은 전시중이다. 남은 2 척은 훈련용으로 사용되고 있다.)
- 리비아 해군 6 척
- 쿠바 해군 3 척
- 우크라이나 해군 (구소련 해군)
- 폴란드 해군 2 척 (구소련 해군)

## 쿠바 미사일 위기
프로젝트 641은 쿠바 미사일 위기 때 가장 극적인 역할을 맡았다. 북해함대 69 잠수함 여단 소속의 4척의 641은 호송선단의 호위 임무를 맡고 쿠바로 파견되었고 쿠바를 봉쇄중이던 미해군 세력과 맞닥뜨렸다. 미해군 대잠전 세력은 이들 중 3척을 집요하게 추적하여 강제 부상 시켰다. 유일하게 B-4함만이 이 추적을 피하였다. 10월 27일 미해군 구축함이 B-59함 주위에 훈련용 폭뢰를 투하하여 부상시키려고 하였다. 미해군은 이 잠수함이 핵탄두로 무장한 어뢰를 장비하고 있는 것을 알지 못하였는데 B-59함의 함장 발렌틴 사비츠키는 전쟁이 이미 시작된 것으로 오인하고 핵어뢰의 발사 준비를 명령하였다. 다행히 바실리 아르히포프를 포함한 승선해 있던 다른 두 고위장교가 이를 저지하고 잠수함을 부상시켰다.